# Hadraniel
Hadraniel (o Hadarniel, entre otras variantes ortográficas), cuyo nombre significa "majestad [o grandeza] de Dios", es un ángel en la angelología judía asignado como guardián de la segunda puerta del cielo. Se supone que tiene más de sesenta miríadas de parasangs (aproximadamente 2,1 millones de millas) de alto y una figura desalentadora para enfrentar. 
Cuando Moisés llegó al cielo para obtener la Torá de Dios , se dijo que se quedó sin habla con asombro al ver a Hadraniel. Hadraniel no pensó que Moisés debería tener la Torá, y lo hizo llorar de miedo, lo que provocó que Dios apareciera y reprendiera a Hadraniel por causar problemas. Hadraniel rápidamente decidió comportarse y actuó como guía para Moisés. Esto fue de gran ayuda, pues (según la leyenda zohárica) "cuando Hadraniel proclama la voluntad del Señor, su voz penetra a través de 200.000 firmamentos". Además, según la Revelación de Moisés , "con cada palabra de su boca (de Hadraniel) salen 12.000 relámpagos".
En el gnosticismo , Hadraniel es solo uno de los siete subordinados de Jehuel, príncipe del fuego (King, p. 15). En el Zohar (55b), Hadraniel le habla a Adán sobre la posesión del Libro del ángel Raziel por parte de Adán , que se decía que contenía información secreta que ni siquiera los ángeles conocían.